# Uniwersytet Ateneum Manilski
Uniwersytet Ateneum Manilski (ADMU) (ang. Ateneo de Manila University; tagalski Pamantasang Ateneo de Manila) – prywatny filipiński uniwersytet powiązany z zakonem jezuitów, założony 10 grudnia 1859 roku w Manili jako Escuela Municipal de Manila (Szkoła Miejska w Manili).  Szkoła została sprywatyzowana podczas kolonizacji amerykańskie w Filipin, i w 1959 roku zasłużyła status uniwersytetu.
Kampus główny uniwersytetu znajduje się przy Katipunan Avenue w Loyola Heights, Quezon City (Narodowy Region Stołeczny, aglomeracja manilska). Pozostałe kampusy satelitarnych w Makati i Pasig z wydziałami prawa, biznesu, studiów podyplomowych i medycyny.  Uniwersytet prowadzi też szkoły podstawowe i ponadgimnazjalne.